# VIII legislatura del Parlamento europeo
La VIII legislatura del Parlamento europeo ha avuto inizio il 1º luglio 2014 con la prima seduta del Parlamento, la cui composizione è stata determinata dai risultati delle elezioni europee del 22-25 maggio 2014, e ha avuto fine il 2 luglio 2019, con l'insediamento del nuovo Parlamento.

## Ufficio di Presidenza

### Prima metà della legislatura

#### Presidente
Martin Schulz (S&D) -
Eletto il 1º luglio 2014 al primo scrutinio con 409 voti

#### Vicepresidenti
I vicepresidenti sono stati eletti il 1º luglio 2014. In base al turno di votazione e al numero di voti ottenuti si determina l'ordine di precedenza, come riportato nella tabella che segue.
| #  | Nome                      | Gruppo    | Nazione   | Voti         |
| -- | ------------------------- | --------- | --------- | ------------ |
| 1  | Antonio Tajani            | PPE       | Italia    | 452 1º turno |
| 2  | Mairead McGuinness        | PPE       | Irlanda   | 441 1º turno |
| 3  | Rainer Wieland            | PPE       | Germania  | 437 1º turno |
| 4  | Ramón Luis Valcárcel      | PPE       | Spagna    | 406 1º turno |
| 5  | Ildikó Pelczné Gáll       | PPE       | Ungheria  | 400 1º turno |
| 6  | Adina-Ioana Vălean        | PPE       | Romania   | 394 1º turno |
| 7  | Corina Crețu              | S&D       | Romania   | 406 2º turno |
| 8  | Sylvie Guillaume          | S&D       | Francia   | 406 2º turno |
| 9  | David Sassoli             | S&D       | Italia    | 394 2º turno |
| 10 | Olli Rehn                 | ALDE      | Finlandia | 377 3º turno |
| 11 | Alexander Graf Lambsdorff | ALDE      | Germania  | 365 3º turno |
| 12 | Ulrike Lunacek            | Verdi/ALE | Austria   | 319 3º turno |
| 13 | Dimitrios Papadimoulis    | GUE/NGL   | Grecia    | 302 3º turno |
| 14 | Ryszard Czarnecki         | ECR       | Polonia   | 284 3º turno |

##### Sostituzioni
Ai sensi dell'articolo 20 del regolamento di procedura del Parlamento europeo, quando un vicepresidente deve essere sostituito, il successore che viene eletto prende il posto del suo predecessore nell'ordine di precedenza.
| # | Nome                | Gruppo | Nazione   | Data di elezione | In sostituzione di |
| - | ------------------- | ------ | --------- | ---------------- | ------------------ |
| 1 | Ioan Mircea Pașcu   | S&D    | Romania   | ottobre 2014     | Corina Crețu       |
| 2 | Anneli Jäätteenmäki | ALDE   | Finlandia | maggio 2015      | Olli Rehn          |

#### Questori
| Nome                | Gruppo | Nazione     |
| ------------------- | ------ | ----------- |
| Élisabeth Morin     | PPE    | Francia     |
| Bogusław Liberadzki | S&D    | Polonia     |
| Catherine Bearder   | ALDE   | Regno Unito |
| Andrey Kovatchev    | PPE    | Bulgaria    |
| Karol Karski        | ECR    | Polonia     |

### Seconda metà della legislatura

#### Presidente
Antonio Tajani (PPE) -
Eletto il 17 gennaio 2017 al quarto scrutinio con 350 voti

#### Vicepresidenti
I vicepresidenti sono stati eletti il 18 gennaio 2017. In base al turno di votazione e al numero di voti ottenuti si determina l'ordine di precedenza, come riportato nella tabella che segue.
| #  | Nome                      | Gruppo    | Nazione   | Voti         |
| -- | ------------------------- | --------- | --------- | ------------ |
| 1  | Mairead McGuinness        | PPE       | Irlanda   | 466 1º turno |
| 2  | Bogusław Liberadzki       | S&D       | Polonia   | 378 1º turno |
| 3  | David Sassoli             | S&D       | Italia    | 377 1º turno |
| 4  | Rainer Wieland            | PPE       | Germania  | 336 1º turno |
| 5  | Sylvie Guillaume          | S&D       | Francia   | 335 1º turno |
| 6  | Ryszard Czarnecki         | ECR       | Polonia   | 328 1º turno |
| 7  | Ramón Luis Valcárcel      | PPE       | Spagna    | 323 1º turno |
| 8  | Evelyne Gebhardt          | S&D       | Germania  | 315 1º turno |
| 9  | Pavel Telička             | ALDE      | Rep. Ceca | 313 1º turno |
| 10 | Ildikó Pelczné Gáll       | PPE       | Ungheria  | 310 1º turno |
| 11 | Ioan Mircea Pașcu         | S&D       | Romania   | 517 2º turno |
| 12 | Dimitrios Papadimoulis    | GUE/NGL   | Grecia    | 469 2º turno |
| 13 | Ulrike Lunacek            | Verdi/ALE | Austria   | 441 2º turno |
| 14 | Alexander Graf Lambsdorff | ALDE      | Germania  | 393 2º turno |

##### Sostituzioni
Ai sensi dell'articolo 20 del regolamento di procedura del Parlamento europeo, quando un vicepresidente deve essere sostituito, il successore che viene eletto prende il posto del suo predecessore nell'ordine di precedenza.
| # | Nome                   | Gruppo    | Nazione   | Data di elezione  | In sostituzione di        |
| - | ---------------------- | --------- | --------- | ----------------- | ------------------------- |
| 1 | Lívia Járóka           | PPE       | Ungheria  | 1º settembre 2017 | Ildikó Pelczné Gáll       |
| 2 | Heidi Hautala          | Verdi/ALE | Finlandia | 23 ottobre 2017   | Ulrike Lunacek            |
| 3 | Fabio Massimo Castaldo | ELDD      | Italia    | 23 ottobre 2017   | Alexander Graf Lambsdorff |
| 4 | Zdzisław Krasnodębski  | ECR       | Polonia   | 7 febbraio 2018   | Ryszard Czarnecki         |

#### Questori
| Nome              | Gruppo | Nazione     |
| ----------------- | ------ | ----------- |
| Élisabeth Morin   | PPE    | Francia     |
| Andrey Kovatchev  | PPE    | Bulgaria    |
| Catherine Bearder | ALDE   | Regno Unito |
| Vladimír Maňka    | S&D    | Slovacchia  |
| Karol Karski      | ECR    | Polonia     |

## Cronologia

### 2022
Nel dicembre 2022 scoppia lo scandalo di corruzione Qatargate, a seguito degli arresti di alcuni eurodeputati come Marc Tarabella, Andrea Cozzolino e la vicepresidente Eva Kaili. Altri sospettati nell'indagine includono Francesco Giorgi, assistente parlamentare di Cozzolino, Antonio Panzeri, fondatore dell'ONG Fight Impunity, Niccolò Figà-Talamanca, segretario generale di Non c'è pace senza giustizia, e Luca Visentini, segretario generale della Confederazione sindacale internazionale.